# Saló Internacional del Còmic de Barcelona de 1984
El Saló Internacional del Còmic de Barcelona de 1984 o 4t Saló del Còmic i la Il·lustració es va celebrar entre el dijours 17 i el diumenge 20 de maig al recinte del Palau Victòria Eugènia de la Fira de Barcelona.
La superfície reservada al certamen barceloní del novè art fou de 5.750 m², superant les edicions anteriors. Una seixantena d'expositors nacionals i internacionals es van repartir aquest espai amb les zones previstes per exposicions i celebració de nombroses activitats.
Una de les grans novetats del Saló va ser el lliurament, per primer cop, dels premis de còmic Ciutat de Barcelona, uns guardons creats amb l'objectiu de recompensar les obres més destacades de l'any i reconèixer la trajectòria professional de personalitats destacades del món del còmic.
Les 10 exposicions monogràfiques amb les quals va comptar el Saló van tenir per temàtica, respectivament, els artistes internacionals, els fanzines i publicacions marginals, els pioners del còmic espanyol dels anys 1940 i 1950, els dibuixants espanyols en general, el 10è aniversari de l'editorial francesa Les Humanoides Associés i, finalment, l'exposició dedicada a l'America Sundays.
La clausura del Saló es va saldar amb l'assistència d'uns 25.000 visitants. Els actes de cloenda van incloure un partit de futbol amistós entre organitzadors i expositors, un concert de rock i una taula rodona sobre el còmic i la seva relació amb el món de l'art.

## Cartell

Cartell promocional del Saló de 1984

El cartell és obra del dibuixant Leopoldo Sánchez. Mostra a un còmic obert per la meitat, les vinyetes del qual es pot observar que pertanyen a un còmic d'aventures. No obstant, la part inferior del còmic no es pot apreciar bé perquè queda tapada pels raigs d'aigua dorats del que sembla la Font màgica de Montjuïc, en referència a la ubicació del Saló, que tenia lloc a Fira de Barcelona. Per sobre de la font, volen diferents motius de còmic com un antifaç, una pistola, una gorra de mariner en clara referència a Corto Maltés, i la llarga cua groga amb taques negres de Marsupilami. El còmic obert i la font màgica estan sobreposats a un fons blau fosc amb raigs blau cel que recorda clarament al cartell de la primera edició del Saló, dibuixat per Miguel Gallardo.

## Invitats
Entre els nombrosos dibuixants, guionistes, editors i altres professionals del món del còmic, va destacar la presència d'Ivo Milazzo i Giancarlo Berardi, autors de cèlebres personatges com Marvin o Ken Parker, de temàtica western. També foren presents l'artista iugoslau Enki Bilal, autor de La feria de los inmortales, Art Spiegelman, autor i editor de la revista Raw, Tanino Liberatore, dibuixant hiperrealista creador del personatge Rank Xerox, el guionista Alejandro Jodorowsky, el francès Frank Marguerin, el dibuixant argentí Alberto Breccia, Jean-Pierre Dionnet, director de la revista Metal Hurlant, Claude Moliterni, director de l'editorial francesa Dargaud, Rinaldi Trani, director del Saló del Còmic de Lucca o el dibuixant espanyol Victor de la Fuente.

## Premis
La primera cerimònia d'entrega dels premis Ciutat de Barcelona es va celebrar el diumenge 20 de maig a la discoteca barcelonina Estudio 54 i va comptar amb l'actuació musical del grup de rock "còmic". Els recent creats premis incloïen tres categories: nacional, internacional i il·lustració.

### Categoria nacional
Els premis Ciutat de Barcelona de la categoria nacional incloïen un total d'onze modalitats.
| Modalitat                                                          | Guanyador                                     |
| ------------------------------------------------------------------ | --------------------------------------------- |
| Millor historieta                                                  | El prisionero de las estrellas (Alfonso Font) |
| Millor guionista                                                   | T.P. Bigart (Joan Tharrats Pascual)           |
| Millor dibuixant                                                   | Juan Giménez                                  |
| Millor publicació                                                  | Revista Cairo                                 |
| Millor portada                                                     | número 4 de la revista Madriz                 |
| Millor edició                                                      | El archivo secreto del comisario Kelele       |
| Millor treball informatiu en premsa i demés mitjans de comunicació | Josep Toutain                                 |
| Millor recerca del món del còmic                                   | Antonio Remesar                               |
| Millor tècnica                                                     | Martí Ripoll                                  |
| Reconeixement a tota una vida dedicada al còmic¹                   | Miguel Ambrosio                               |
| Premi especial del jurat²                                          | Miguel Calatayud                              |

¹ El premi al conjunt de l'obra per a Miguel Ambrosio Zaragoza li va valer també un reconeixement per la seva condició de "símbol de la professió en els anys difícils".
² El premi especial del jurat destinat a Miguel Calatayud, fou concedit per la seva condició de creador d'una escola gràfica.

### Categoria internacional
Els premis Ciutat de Barcelona dins la categoria internacional van incloure un total de 5 modalitats.
| Modalitat                       | Guanyador                                                |
| ------------------------------- | -------------------------------------------------------- |
| Millor historieta               | A life force (Will Eisner)                               |
| Millor guionista                | Carlos Sampayo                                           |
| Millor dibuixant                | Enki Bilal                                               |
| Millor publicació               | Revista Corto Maltese (editorial: Milano Libri Edizioni) |
| Reconeixement a l'obra conjunta | Alberto Breccia                                          |

### Categoria reservada a la il·lustració
La categoria il·lustració, va comptar amb dos modalitats, una de les quals va quedar deserta.
| Modalitat                                | Guanyador      |
| ---------------------------------------- | -------------- |
| Millor dibuixant d'il·lustració aplicada | Ayax Barnes    |
| Millor dibuixant d'il·lustració aplicada | Montse Ginesta |
| Millor obra editada¹                     | -              |

¹El jurat d'aquesta categoria, formada pels il·lustradors Aurora Altisent, Francesc Consesa, Joan Ferrándiz i Núria Ventura, va decidir de declarar desert el premi a la millor edició degut a la manca de participació per part del sector editorial.